# Wabua major
Wabua major là một loài nhện trong họ Stiphidiidae.
Loài này thuộc chi Wabua. Wabua major được V. T. Davies miêu tả năm 2000.